# Serge Haroche
Serge Haroche (Casablanca, 11. rujna 1944.), francuski fizičar. Diplomirao (1967.) i doktorirao (1971.) na Pariškom sveučilištu. Radio u Nacionalnom središtu za znanstvena istraživanja (CNRS) u Parizu (od 1967. do 1975.), bio profesor na Pariškom sveučilištu (od 1975. do 1994.), Sveučilištu Yale, SAD (od 1984. do 1993.), vodio fizički odsjek École Normale Supérieure (od 1994. do 2000.), od 2001. profesor je kvantne fizike na Collège de France. Bavi se atomskom fizikom i kvantnom optikom, fotonskim stupicama, razvio je novu metodu laserske spektroskopije (od 1967. do 1971.). Za razvoj temeljnih eksperimentalnih metoda koje omogućuju mjerenje i upravljanje pojedinačnim kvantnim sustavima s D. J. Winelandom 2012. dobio Nobelovu nagradu za fiziku.

## Ionska stupica
Ionska stupica je uređaj kojim se ioni mogu zadržati u određenom prostoru unutar elektromagnetskog polja. Vrijeme zadržavanja, prema vrsti i namjeni stupice, može varirati od nekoliko sekundi do više dana. Najvažnija je primjena kao analizatora u masenoj spektrometriji, te kod ionskih pumpi za postizanje visokog i ultravisokog vakuuma do 10–9 Pa.

## Laserska spektroskopija
Laserska spektroskopija je spektroskopska tehnika u kojoj se kao izvor elektromagnetskoga zračenja koristi laser s kontinuirano promjenljivom valnom duljinom. Prednost je uporabe lasera velika gustoća energije po širini spektralne linije, monokromatičnost emitiranoga zračenja i paralelnost snopa, što spektroskopu s laserom daje velike prednosti pred spektroskopima koji koriste dio spektra izvora bijele svjetlosti. Najvažnije su i najčešće metode laserska spektroskopija zasićenja, laserska polarizacijska spektroskopija i dvofotonska laserska spektroskopija, kod kojih se uklanja Dopplerov učinakt, prisutan kod svih drugih spektroskopskih metoda, pa se dobivaju vrlo uske spektralne linije, s pomoću kojih se može znatno točnije proučavati struktura tvari. Najčešće se koriste takozvani tekućinski laseri, kod kojih je aktivno sredstvo neka otopina organskog ili anorganskoga podrijetla, koji rade kontinuirano u vidljivom dijelu spektra, a potiču se na rad vidljivim i ultraljubičastim zračenjem organsko-ionskoga lasera, ili pak laserski sustavi kod kojih je aktivno sredstvo kristal safira dopiran titanijem (za valne duljine od 700 do 1000 nm).